# Шевченкове (Коростенський район)
Шевче́нкове — село в Україні, у Чоповицькій селищній громаді Коростенського району Житомирської області. Населення становить 218 осіб. До 2016 року орган місцевого самоврядування — Шевченківська сільська рада.

## Населення

### Мова
Розподіл населення за рідною мовою за даними перепису 2001 року:
| Мова       | Кількість | Відсоток |
| ---------- | --------- | -------- |
| українська | 215       | 98.62%   |
| російська  | 2         | 0.92%    |
| румунська  | 1         | 0.46%    |
| Усього     | 218       | 100%     |